# Brutus capitolin
Le Brutus capitolin (en italien Bruto capitolino) ou « Pseudo Brutus » est un buste de bronze datant de la république romaine. Il est traditionnellement considéré (d'où son nom) comme représentant le consul Lucius Junius Brutus, un des pères fondateurs de la République romaine. Il est généralement daté de la fin du IVe au début du IIIe siècle av. J.-C., mais, en fonction des interprétations fonctionnelles et stylistiques, il est parfois considéré comme plus tardif, datant du IIe siècle av. J.-C. voire du début du Ier siècle av. J.-C. Le buste, pour ce qui en est conservé, mesure 69 centimètres de hauteur. Il est actuellement situé dans la salle des Triomphes des musées du Capitole à Rome. 
Traditionnellement considéré comme un exemple précoce de portraiture romaine, peut-être réalisé par un artiste bronzier étrusque influencé par les innovations de la sculpture hellénistique, il est parfois interprété comme étant une « œuvre archaïsante du Ier siècle av. J.-C. ». La tête a été réassemblée à la Renaissance sur un socle en bronze formant le haut d'un corps recouvert d'une toge. Il s'agit d'un exemple rare de statuaire romaine précoce, la plupart des grands bronzes antiques ayant été refondus lors des périodes ultérieures. 

## Histoire
La tête est découverte à Rome en 1500 et est immédiatement identifiée, en raison de son style stoïque et viril, au premier consul de la République romaine, Lucius Junius Brutus, fondateur mythique de cette nouvelle forme d'organisation politique de la cité après la chute de Tarquin le Superbe. La statue entre dans les collections pontificales presque immédiatement. Actuellement conservée au palais des Conservateurs des Musées du Capitole à Rome où elle a rejoint les collections dans la seconde moitié du XVIe siècle.
Il fut légué en 1564 à la ville de Rome par le cardinal Rodolfo Pio. Son identification en tant que représentation de l'ancien homme d'État romain Lucius Junius Brutus a d'abord été formulée par des antiquaires qui l'ont examiné à la Renaissance, sur la base de leurs lectures de historiographie latine. Cependant, il n'y a aucune preuve directe qu'il représente bien Brutus.
Le premier dessin du buste a été réalisé par l'artiste néerlandais Maarten van Heemskerck entre 1532 et 1536 ; il a été décrit pour la première fois par écrit en 1549.
Le buste a été conservé sur la colline du Capitole et à partir de 1627 dans le palais des Conservateurs (Musées du Capitole), jusqu'à ce que le pape Pie VI le remette à la Première République (France) en 1797. Il a ensuite été utilisé dans le cortège triomphal de Napoléon Bonaparte à Paris en juillet 1798.Il a finalement été rendu au palais des Conservateurs en 1816, où il est resté depuis.

## Authentification et datation

### Premières hypothèses lors de la découverte

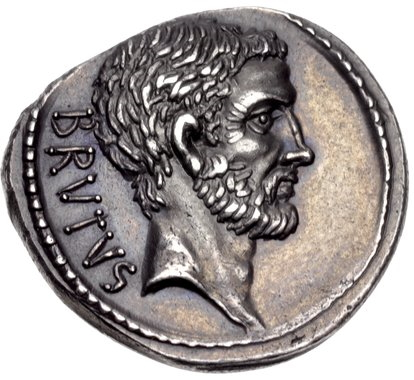
Portrait de Lucius Junius Brutus sur un denier de Marcus Junius Brutus frappé en 54 av. J.-C..

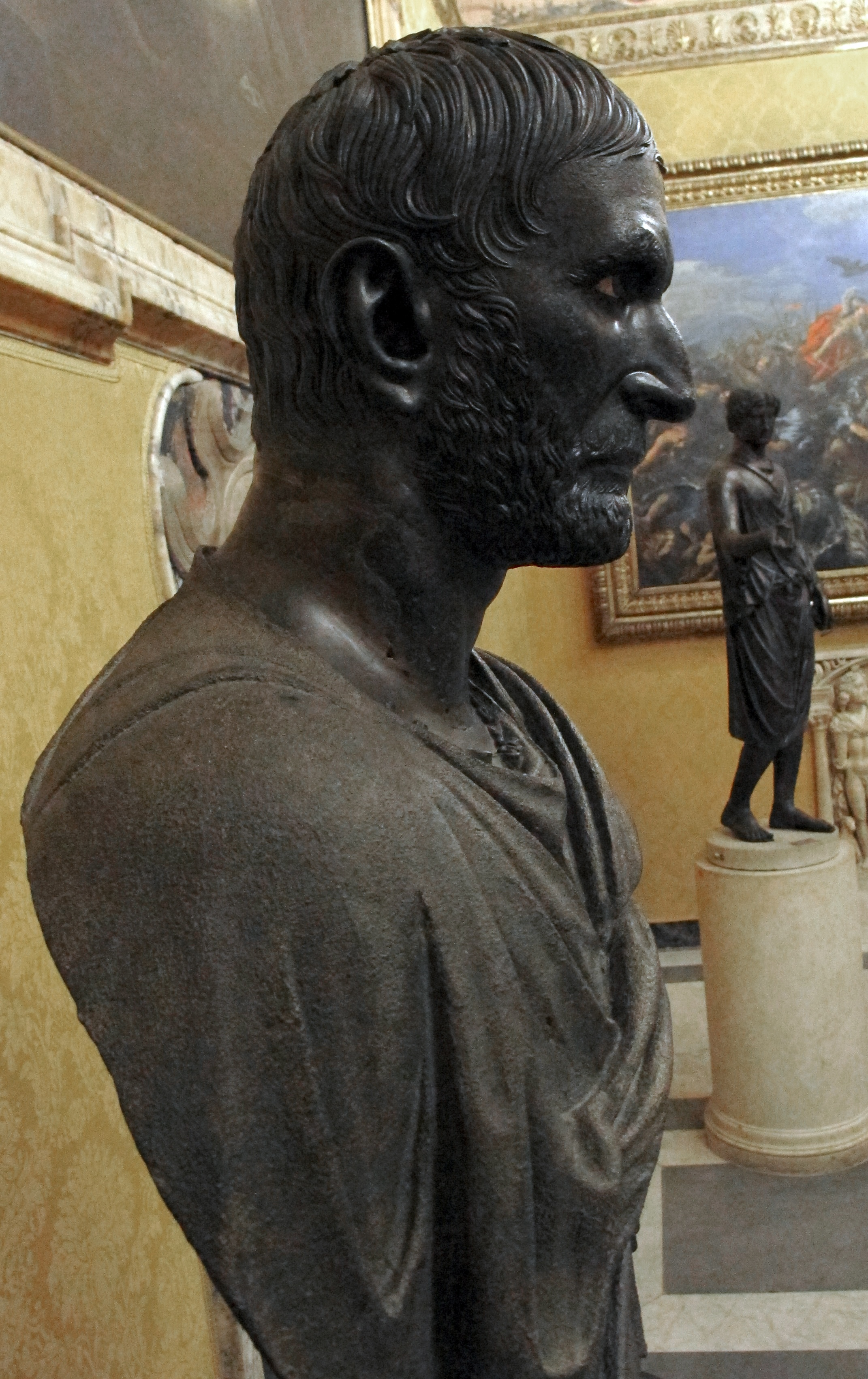
Buste vu de profil.

L'hypothèse d'identification avec Lucius Junius Brutus naît très tôt après la découverte du buste, dans les écrits du naturaliste italien du XVIe siècle Ulisse Aldrovandi. L'antiquaire et éditeur néerlandais du XVIIe siècle de Gallaeus Servatius abonde dans ce sens : il considère que ce buste peut être rapprocher du portrait figurant sur une monnaie romaine frappée pendant le consulat de l'assassin de César, Brutus, descendant de Lucius Junius Brutus, ayant choisi de faire figurer son ancêtre sur cette série monétaire. L'historien de l'art allemand du  XVIIIe siècle Johann Joachim Winckelmann considère comme nombre de ses contemporains que le buste ne représente pas réellement Brutus ; l'antiquaire italien Ennius Quirinus Visconti, à l'époque napoléonienne, suit cette opinion et considère que le buste ne représente pas Brutus ; il est par ailleurs convaincu (à raison) que le buste sur lequel est posé la tête n'est pas antique et constitue un rajout de la Renaissance. Au XVIIIe et XIXe s., il semble établi que la tête appartenait à l'origine à une plus grande statue de bronze qui se trouvait autrefois sur la colline du Capitole.

### Recherches contemporaines

#### Une œuvre d'inspiration hellénistique
L'identification du buste est relativement sortie des préoccupations des érudits ultérieurs au XXe siècle, qui se sont moins préoccupés de savoir s'il s'agissait ou non d'un portrait idéalisé de Brutus que de réussir à formuler une datation et une identification de provenance exacte. C'est dans ce contexte que le buste est progressivement désigné comme une oeuvre originaire d'Italie centrale, ayant subi une influence claire de la sculpture et du portrait grecs de l'ère hellénistique de la première moitié du IIIe siècle av. J.-C.. Il peut, ainsi, provenir d'une statue en pied. Le buste est alors considéré comme un portrait honorifique, représentant  personnalité publique contemporaine de l'expansion de Rome au IIIe siècle av. J.-C.. Cependant, pour d'autres, il est tout à fait possible de faire descendre la datation, et de dater l'oeuvre « au début du premier siècle av. J.-C., quand il était à la mode de créer des « portraits » imaginaires vivants, des premières célébrités romaines » et des hommes illustres (des summi viri) du passé mythique de Rome, comme cela serait suggéré par le « traitement des détails ».

#### Un portrait d'ancêtre, du milieu de la République
Gilles Sauron considère que ce portrait « est loin de l'expressivité atteinte par les portraitistes grecs contemporains ». Il date le buste du IVe siècle av. J.-C., époque au cours de laquelle l'hellénisation de Rome commence à s'accélérer et s'accompagne d'une multiplication des dédicaces de statues sur le forum romain par les grandes familles impliquées dans la conquête militaire de l'Italie. L'installation de ces statues impressionnantes sur la place centrale de Rome coïncide avec ce moment où les grandes familles romaines du milieu de la République sont, en outre, contraintes d'accepter l'égalité des droits politiques arrachée par l'élite de la plèbe aux familles patriciennes (cette égalité passe notamment par les lois licinio-sextiennes). Ces gentes plébéiennes revendiquent alors elles aussi des vertus ancestrales, affirment disposer du capital de dignité et de gravité nécessaire à l'implication dans la course aux honneurs. Gilles Sauron fait aussi remarquer que le personnage porte la barbe. Or, dès le début du IIIe siècle av. J.-C., le port de la barbe était très certainement devenu une rareté à Rome. Le sarcophage de Scipion Barbatus (daté vers 280-270), ancêtre de Scipion l'Africain du fait du surnom même de cet illustre général romain, témoignerait ainsi d'un usage de la barbe devenu exceptionnel et raréfié à cette époque. Donc, selon Gilles Sauron, « Le pseudo-Brutus pourrait être l'image d'un ancêtre d'une grande famille romaine du milieu de la République. »

## Description

### Un portrait psychologique
Les traits du personnage traduisent une recherche de réalisme physionomique, tendant à voir dans ce buste un portrait authentique. Les expressions faciales relèvent d'une volonté de réaliser un portrait psychologique, insistant sur la gravité et la tension idéale de l'homme politique romain, mesuré, probe, vertueux et sobre. Le visage possède une expression dure, asymétrique par sa contraction, tournée vers l'horizon, sérieuse, concentrée, et combine de plus des éléments d'origine grecque au niveau de la chevelure. Le portrait, s'il est effectivement très comparable au portrait de Lucius Junius Brutus figurant sur les pièces de monnaie de la fin de la République, est toutefois partiellement idéalisé, ayant été exécuté presque deux siècles après - au moins - la vie du protagoniste de la chute de la monarchie romaine. Il s'agirait donc davantage d'une reconstruction de l'apparence et des qualités psychologiques de la personne, partant d'un archétype / carton plus ancien. Il n'est pas impossible que ce portrait ait eu pour source d'inspiration un masque de cire ou un portrait familial conservé dans les résidences familiales des Junii.

### Un exemple possible de statuaire «médio-italique»
Si on compare le buste à d'autres têtes statuaires relevant du style médio-italique (comme la tête de Fiesole au Louvre, le buste de San Giovanni Lipioni du Cabinet des Médailles, ou l'Arringatore de Florence), on note comme principal point commun un souci des proportions et de l'anatomie générale. Ce qui est différent, cependant, c'est le rendu des détails, qui dans le cas du Brutus, sont tout sauf un élément accessoire : en effet leur rendu minutieux et sec indique incontestablement une relation stylistique avec le portrait hellénistique du début du IIIe s. av. J.-C., donnant la datation la plus communément acceptée pour l'œuvre. À cette même époque, Rome est irriguée par une forte influence en provenance du monde macédonien et épirote, ses contacts avec le sud de l'Italie (majoritairement grec et hellénisé) sont intenses, réguliers. Rome est de fait en passe de dominer toute la péninsule, les grandes familles romaines à l'œuvre derrière cette politique d'expansion auraient ainsi voulu soutenir leurs projets en s'inspirant des grandes figures du passé romain pour réaffirmer la légitimité de Rome à s'étendre dans la péninsule, du fait de l'ancienneté de sa puissance.

La tête faisait sûrement partie d'une statue plus grande, à taille humaine, aujourd'hui perdue.

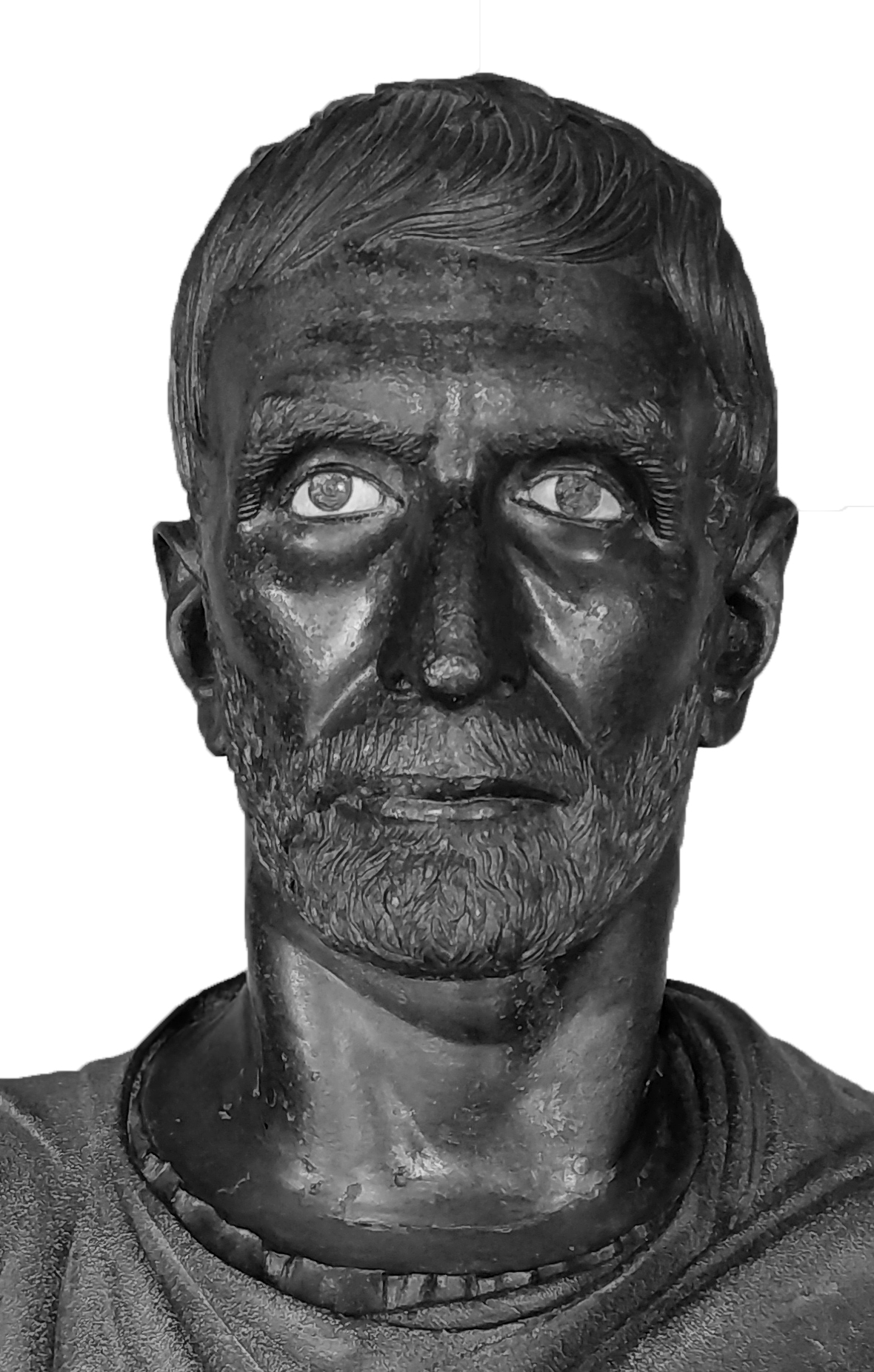
Brutus Capitolin de face
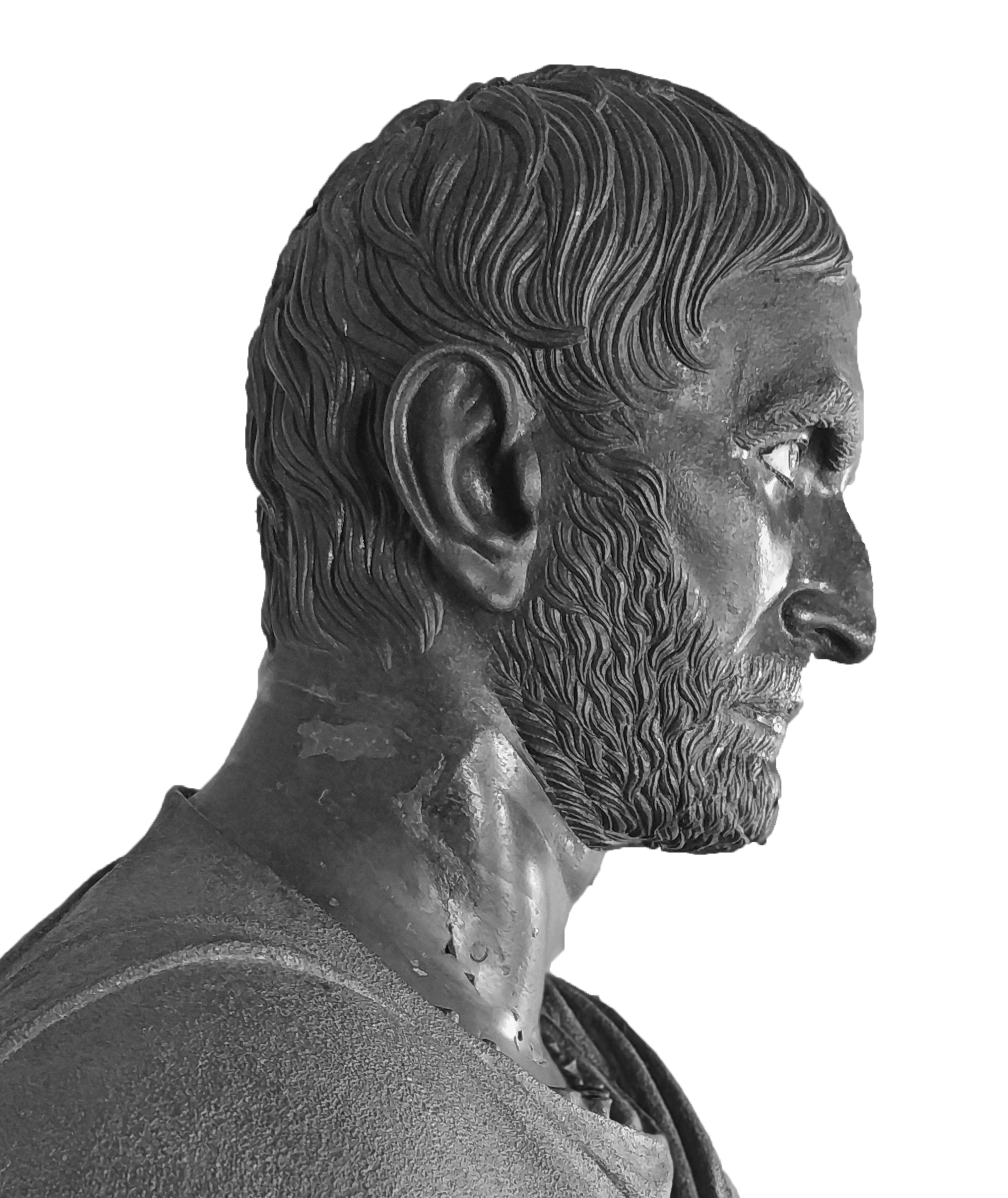
Brutus Capitolin (profil droit)
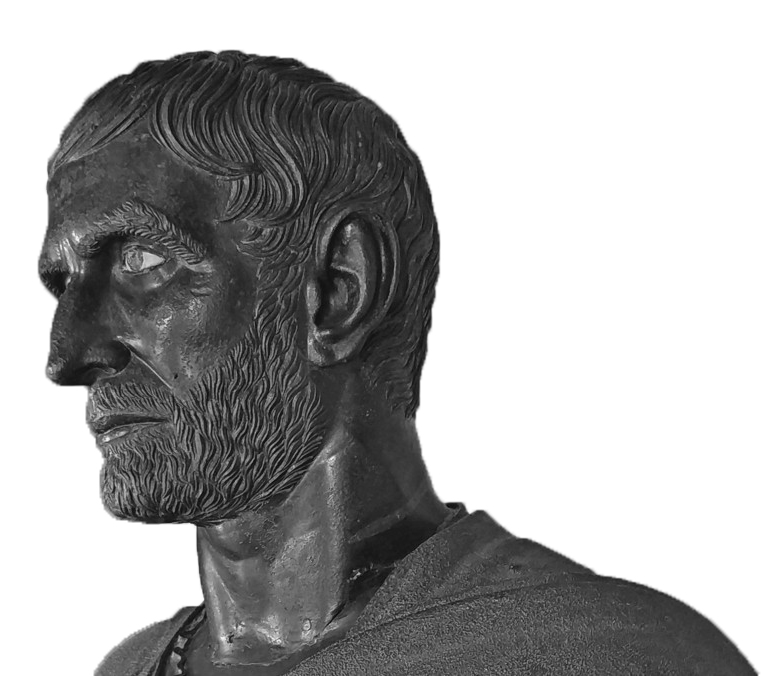
Brutus Capitlon (profil 3/4 gauche)
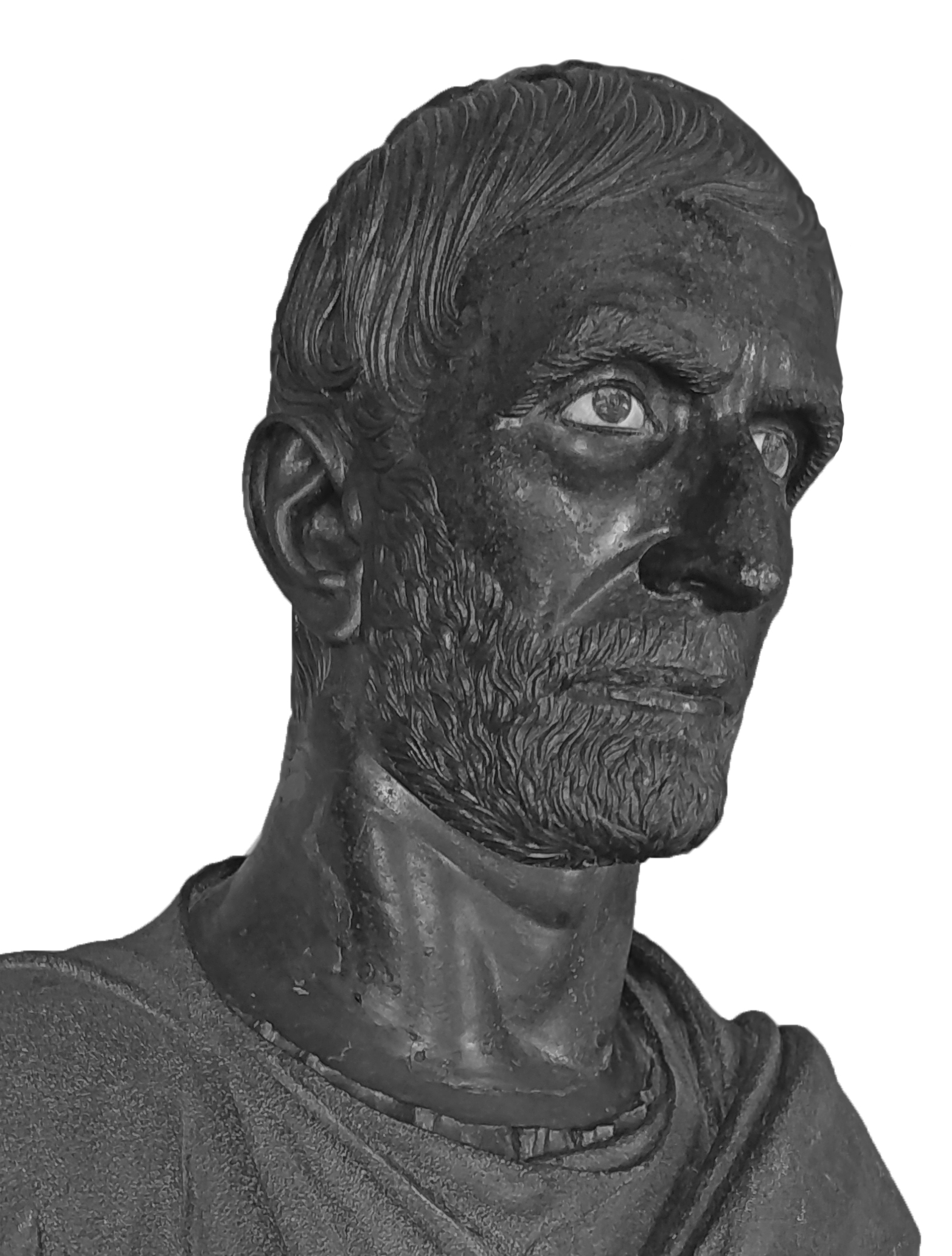
Brutus Capitolin (3/4 droit)